# Lim Jin-Suk
Lim Jin-Suk, južnokorejski rokometaš, * 16. maj 1968.
Leta 1988 je na poletnih olimpijskih igrah v Seulu v sestavi južnokorejske rokometne reprezentance osvojil srebrno olimpijsko medaljo. Čez štiri leta je osvojil šesto mesto.